# Hana Vu
Hana Vu (ur. 2000) – amerykańska piosenkarka i autorka tekstów pochodzenia wietnamsko-koreańskiego
Pochodzi z Los Angeles w Kalifornii. Vu zaczęła pisać piosenki już jako dziecko, a w wieku 14 lat rozpoczęła występy w Los Angeles, ostatecznie otwierając koncerty takich zespołów jak Soccer Mommy i Wet.
Po kilku latach dzielenia się muzyką na serwisach SoundCloud i Bandcamp, w wieku 17 lat wydała wyprodukowany przez siebie debiutancki minialbum How Many Times Have You Driven By (2018). Album został wydany przez wydawnictwo Fat Possum, Luminelle Recordings. Przed premierą minialbumu współpracowała z Willow Smith przy utworze „Queen of High School”.
W 2019 roku Vu wydała podwójny minialbum Nicole Kidman / Anne Hathaway, nazwaną na cześć dwóch jej ulubionych aktorek. Na okładce EP-ki znajduje się obraz autorstwa Vu przedstawiający Anne Hathaway odbierającą nagrodę, który później zniekształciła, aby imitował topniejący plastik. W tym samym roku została uwzględniona na liście The NME 100: Essential new artists for 2019, gdzie przypisano jej „darcie zapisków z pamiętnika i przekształcanie ich w chaotyczną mieszankę marzycielskiego indie rocka”.
Po ukończeniu szkoły średniej Vu wyprowadziła się z domu rodziców i zamieszkała w dzielnicy Echo Park w Los Angeles.

## Dyskografia

### Albumy studyjne
- How Many Times Have You Driven By (2018)
- Nicole Kidman / Anne Hathaway (2019)
- Public Storage (2021)
- Romanticism (2024)

### Mixtape’y
- Sensitive (2016)

### Minialbumy
- OUTTAKES (2015)
- Parking Lot (2022)